# بردية 2

بردية 2، ( {\displaystyle {\mathfrak {P}}}2 ) هي نسخة مبكرة من العهد الجديد باللغتين اليونانية والقبطية. وهي تعتبر جزء من بردية التي تعود إلى إنجيل يوحنا والتي يرجع تاريخها إلى القرن السادس. وهي موجودة حاليا بالمتحف المصري بفلورنسا (رقم الجرد 7134).  يوجد جزء من لوقا 7: 22-26.50 والتي تظهر باللغة القبطية على ظهر القطعة.
يبدو أن القطعة من كتاب قراءات .  نوع النص «مختلط» .  وضعه آلاند في الفئة الثالثة . 
اسم المدينة ιεροσολυμα (القدس) يرد في شكل [σο] λ̣υ̣ [μα].
أرّخ إرمنيجيلدو بيستيلي المخطوطة إلى القرن الخامس أو القرن السادس ؛ بينما أرخ إرنست فون دوبشوتز إلى القرن السادس أو السابع. 

## الملاحظات
- آلاند ، كورت أوند باربرا آلاند. Der Text des Neuen Testaments . شتوتغارت: Deutsche Bibelgesellschaft ، 1981.
- Maldfeld، Georg and Metzger، Bruce M. «قائمة تفصيلية للبرديات اليونانية للعهد الجديد» مجلة الأدب الكتابي المجلد. 68 ، رقم 4. (ديسمبر، 1949) ص. 359-370.

## روابط خارجية
- كيرت أولاند وباربرا آلاند . نص العهد الجديد: مقدمة للطبعات النقدية ونظرية وممارسة النقد النصي الحديث . الطبعة الثانية. ترجمه Erroll F Rhodes. غراند رابيدز، ميشيغان: شركة William B.Eerdmans للنشر، 1989.
- نصوص العهد الجديد
- بردية GA 2 . مركز دراسة مخطوطات العهد الجديد
- Gregory، Caspar René (1908). Die griechischen Handschriften des Neuen Testament. Leipzig: J.C. Hinrichs’sche Buchhandlung. ص. 45. مؤرشف من الأصل في 2022-04-13.